# Pavona, Albano Laziale
Pavona är en frazione i kommunen Albano Laziale inom storstadsregionen Rom i regionen Lazio i Italien. Pavona är beläget i Castelli Romani.
Pavonas skyddspatroner är Josef från Nasaret, Eugenius III av Toledo och Teresa av Ávila.

## Bilder
| - Piazza Enrico Berlinguer. - Pavonas järnvägsstation. |